# Richard von Foregger (Chemiker)

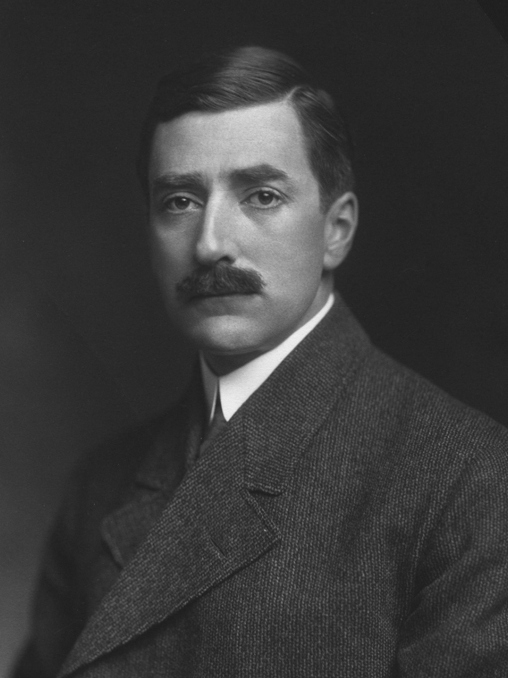
Richard v. Foregger (1900)

Richard von Foregger (* 27. Juni 1872 in Wien; † 18. Januar 1960 in Roslyn, New York) war ein österreichisch-US-amerikanischer Chemiker, Industrieller und Schwimmer.

## Leben
Richard von Foregger war ein Sohn des österreichischen Abgeordneten Richard von Foregger. Er maturierte 1890 an der Realschule Wiener Neustadt und studierte zunächst an der Ludwig-Maximilians-Universität München Chemie. 1893 wurde er im Corps Franconia München recipiert. Gleichzeitige waren u. a. Otto Mannesmann, Philipp Renner und Otto Aichel. Er wechselte an die TH Stuttgart und die Universität Bern, die ihn 1896 promovierte. Nach dem Studium war Foregger beim Bau der Transsibirischen Eisenbahn tätig. Bei den Olympischen Sommerspielen 1900 in Paris nahm er für Österreich an den Schwimmwettkämpfen teil und erreichte im Freistilschwimmen über 200 m das Semifinale.
1902 zog Foregger in die USA und wurde dort 1910 Staatsbürger. Beruflich arbeitete er zu Luftaufbereitungsanlagen, im Besonderen für die Anästhesie. Richard von Foregger gründete 1914 eine Firma zur Erzeugung von Narkosegeräten, welche 1950 in den USA einen Marktanteil von 15 % hatte. Er war zudem an der Einführung des metrischen Systems bei medizinischen Geräten beteiligt.